# Louis Vervaeke
Louis Vervaeke (Ronse, 6 oktober 1993) is een Belgisch wielrenner die sinds 2022 rijdt voor de Belgische wielerploeg Soudal Quick-Step.

## Carrière
In 2016 begon hij sterk aan het seizoen met een elfde plaats in de Ronde van het Baskenland.
In 2015 was hij te zien in de driedelige documentairereeks Jonge benen van productiehuis De chinezen.

## Overwinningen
2014
Eindklassement Ronde van de Isard
5e etappe Tour des Pays de Savoie
Eind-, punten- en jongerenklassement Tour des Pays de Savoie
7e etappe Ronde van de Toekomst
2015
Sprintklassement Ronde van het Baskenland
2018
Grote Prijs Tim Wellens
2023
2e (TTT) etappe Ronde van de Verenigde Arabische Emiraten
2025
2e etappe Ronde van Oman

## Resultaten in voornaamste wedstrijden
| Jaar | Ronde van Italië | Ronde van Frankrijk | Ronde van Spanje |
| ---- | ---------------- | ------------------- | ---------------- |
| 2014 |                  |                     |                  |
| 2015 | opgave           |                     |                  |
| 2016 |                  |                     | 89e              |
| 2017 |                  |                     |                  |
| 2018 | opgave           |                     |                  |
| 2019 | opgave           |                     |                  |
| 2020 |                  |                     |                  |
| 2021 | 20e              |                     |                  |
| 2022 |                  |                     | 58e              |
| 2023 | opgave           |                     | 33e              |
| 2024 |                  | opgave              | 59e              |
| 2025 |                  |                     |                  |

| Jaar | Gent-Wevelgem | Amstel Gold Race | Luik-Bast.‑Luik | Ronde van Lombardije | Waalse Pijl | Clásica San Sebastián |  | Wereldranglijsten |
| ---- | ------------- | ---------------- | --------------- | -------------------- | ----------- | --------------------- |  | ----------------- |
| 2014 |               |                  |                 | opgave               |             | 46e                   |  |                   |
| 2015 |               |                  | opgave          | opgave               | 87e         |                       |  |                   |
| 2016 |               |                  |                 | opgave               |             | opgave                |  |                   |
| 2017 |               |                  |                 |                      |             |                       |  | 322e (UWT)        |
| 2018 |               |                  |                 |                      |             |                       |  | 285e (UWT)        |
| 2019 |               | opgave           | 63e             |                      | 82e         | opgave                |  | 1868e (UWR)       |
| 2020 |               |                  | 36e             | 70e                  | 22e         |                       |  | 321e (UWR)        |
| 2021 |               |                  | opgave          | 74e                  | 64e         |                       |  |                   |
| 2022 |               |                  | 76e             | opgave               | 104e        |                       |  |                   |
| 2023 |               |                  | 52e             |                      | 74e         |                       |  |                   |
| 2024 |               | 67e              | 72e             |                      | opgave      |                       |  |                   |
| 2025 | 67e           | 58e              | opgave          |                      | 86e         | opgave                |  |                   |

Vervaeke verliet de Ronde van Italië in 2023 na een positieve test op COVID-19.

### Resultaten in kleinere rondes
| Jaar | Parijs-Nice | Tirreno-Adriatico | Ronde van Catalonië | Ronde van het Baskenland | Ronde van Romandië | Critérium du Dauphiné | Ronde van Zwitserland | Ronde van Polen |
| ---- | ----------- | ----------------- | ------------------- | ------------------------ | ------------------ | --------------------- | --------------------- | --------------- |
| 2015 |             |                   | buiten tijd         | 68e                      |                    |                       |                       |                 |
| 2016 |             |                   | 20e                 | 11e                      | opgave             | opgave                |                       | 67e             |
| 2017 |             |                   | opgave              | opgave                   |                    |                       | opgave                |                 |
| 2018 |             |                   |                     |                          |                    |                       |                       |                 |
| 2019 |             |                   |                     |                          |                    |                       |                       |                 |
| 2020 |             | 16e               |                     |                          |                    |                       |                       |                 |
| 2021 | opgave      |                   |                     |                          |                    |                       |                       |                 |
| 2022 |             |                   | 62e                 |                          |                    |                       | opgave                |                 |
| 2023 |             |                   | opgave              |                          |                    |                       |                       |                 |
| 2024 | 18e         |                   |                     | opgave                   |                    |                       |                       |                 |

## Ploegen
- 2012 –  Bofrost-Steria
- 2013 –  Lotto Belisol U23
- 2014 –  Lotto Belisol (vanaf 1 juli)
- 2015 –  Lotto Soudal
- 2016 –  Lotto Soudal
- 2017 –  Lotto Soudal
- 2018 –  Team Sunweb
- 2019 –  Team Sunweb
- 2020 –  Alpecin-Fenix
- 2021 –  Alpecin-Fenix
- 2022 –  Quick Step-Alpha Vinyl
- 2023 –  Soudal-Quick Step
- 2024 –  Soudal-Quick Step
- 2025 –  Soudal Quick-Step

Broeders · De Poortere · De Winter · Dupont · Durant · Lepla · Ruyters · Schets · Teuns · Van Coppernolle · Van den Abeele · Van Herck · Van Hoovels · Van Lerberghe · Vandenbogaerde · N.Vandyck · Verraes · Vervaeke · Verwaest · Wastyn · Roelandts (stagiair) 
Armée · Bak · Boeckmans · Breen · Broeckx · De Bie · Debusschere · De Clercq · Dehaes · Dockx · Gallopin · Greipel · Hansen · Henderson · Kaisen · Ligthart · Monfort · Roelandts · Sieberg · Vallée · Van den Broeck · Van der Sande · D. Vanendert · J. Vanendert · Van Genechten · Vervaeke · Wellens · Willems · Benoot (stagiair) · Meurisse (stagiair) · Naesen (stagiair)
Armée · Bak · Benoot · Boeckmans · Breen · Broeckx · De Buyst · De Bie · Debusschere · De Clercq · De Gendt · Dehaes · Dockx · Gallopin · Greipel · Hansen · Henderson · Ligthart · Monfort · Roelandts · Sieberg · Vallée · Van den Broeck · Van der Sande · D.Vanendert · J.Vanendert · Vervaeke · Wellens · Frison (stagiair) · Van Gestel (stagiair) · Van Rooy (stagiair)
Armée · Bak · Benoot · Boeckmans · Broeckx · De Buyst · De Bie · De Clercq · De Gendt · Debusschere · Dockx · Frison · Gallopin · Greipel · Hansen · Henderson · Ligthart · Marczyński · Monfort · Roelandts · Sieberg · Valls · Van der Sande · Vanendert · Vervaeke · Wallays · Wellens · Deltombe (stagiair) · Goolaerts (stagiair) · Shaw (stagiair)
Armée · Bak · Benoot · Boeckmans · De Bie · De Buyst · De Clercq · De Gendt · Debusschere · Frison · Gallopin · Greipel · Hansen · Hofland · Maes · Marczyński · Mertz · Monfort · Roelandts · Shaw · Sieberg · Valls · Van der Sande · Vanendert · Vervaeke · Wallays · Wellens · Wouters · Leysen (stagiair) · Planckaert (stagiair) · Van Gompel (stagiair)
Andersen · Arndt · Bauhaus · Curvers · ten Dam · Dumoulin   · Fröhlinger · Geschke · Haga · Hamilton · Hindley · Hofstede · Kämna · Kelderman · Matthews · Oomen · Stamsnijder · Storer · Teunissen · Theuns · Tusveld · Vervaeke · Walscheid
Arndt · Bakelants ·  Bol · Curvers · Dumoulin · Fröhlinger · Haga · Hamilton · Hindley · Hirschi · Kämna · Kanter · Kelderman · A. Kragh Andersen · S. Kragh Andersen · Matthews · Nieuwenhuis · Oomen · Pedersen · Power · Roche · Storer · Stork · Tusveld · Vervaeke · Walscheid · Eekhoff (stagiair) · Kooistra (stagiair) · Salmon (stagiair)
Anderson · Bayer · De Bondt · del Carmen Alvarado · De Tier · De Vreese · Dillier · Eibl · Jans · Janssens · Krieger · Leysen · Meisen · Merlier · Meurisse · Modolo · Philipsen · Pieterse · Planckaert · Richardson · Rickaert · Riesebeek · Sbaragli · Sweeck · Taminiaux · Thwaites · Tulett · Vakoč · D. van der Poel · M. van der Poel · Vergaerde · Vermeersch · Vervaeke · Vine · Walsleben
Alaphilippe  · Asgreen · Bagioli · Ballerini · Cattaneo · Cavagna · Cavendish · Černý · Declercq · Devenyns · Evenepoel  · Honoré · Jakobsen  · Keisse · Knox · Lampaert · Masnada · Mørkøv · Schmid · Sénéchal · Serry · Steels · Steimle · Štybar · Svrček (vanaf 1/7) · Van Lerberghe · Van Tricht · Van Wilder · Vansevenant · Vernon · Vervaeke · Raccani (stagiair)
Alaphilippe · Asgreen · Bagioli · Ballerini · Cattaneo · Cavagna · Černý · Declercq · Devenyns · Evenepoel    · Hirt · Jakobsen  · Knox · Lampaert · Masnada · Merlier · Mørkøv · Pedersen · Schmid · Sénéchal · Serry · Steimle · Svrček · Van Lerberghe · Van Tricht · Van Wilder · Vansevenant · Vernon · Vervaeke
Alaphilippe · Asgreen · Bastiaens · Cattaneo · Černý · Evenepoel      · Gelders · Hirt · Huby · Knox · Lampaert · Lamperti · Landa · Lecerf · Magnier · Masnada · Merlier · Moscon · Pedersen · Reinderink · Serry · Svrček · Van Lerberghe · Van Wilder · Vangheluwe · Vansevenant · Vervaeke · Warlop